# متیل‌آلومینوگزان
متیل‌آلومینوگزان (به انگلیسی: Methylaluminoxane) با فرمول شیمیایی (Al(CH۳)xOy)n یک ترکیب شیمیایی است. که جرم مولی آن ۵۰۳٫۳۹ g/mol می‌باشد. شکل ظاهری این ترکیب، جامد سفید است.